# 王水平
王水平（1963年8月—），男，汉族，江西莲花人，中华人民共和国政治人物，中国共产党党员。

## 生平
1984年8月，毕业于江西师范大学化学系化学专业。之后进入南昌陆军学院，担任理化教研室教员。1993年12月加入中国共产党。2008年，进入江西省发展和改革委员会。汶川大地震爆发后，担任江西省对口支援四川省小金县灾后重建现场指挥部副指挥长。2009年，担任江西省发展和改革委员会副主任。2010年6月，兼任江西省对口支援新疆工作办公室常务副主任。2011年12月，担任江西省人民政府副秘书长。2013年4月，出任江西省商务厅厅长。2018年2月，王水平被选为江西省出席第十三届全国人民代表大会代表。2018年3月，担任江西省宜春市委副书记、江西省商务厅厅长。同年4月，出任宜春市代市长。2018年6月正式当选市长。2019年12月，进入江西省卫生健康委员会。2020年1月，担任主任，并负责处理江西省内COVID-19疫情。2023年，他退居二线，获任命为江西省第十四届教育科学文化卫生委员会主任委员，至2025年4月21日被查。